# ATP Neapel
Das ATP-Turnier von Neapel (offiziell Tennis Napoli Cup) war ein italienisches Tennisturnier der ATP Tour, das in Neapel ausgetragen wird.

## Geschichte
Infolge der COVID-19-Pandemie mussten viele Turniere im ATP-Kalender 2022 abgesagt bzw. verschoben werden. Daraufhin wurde unter anderem dieses Turnier mit einer Ein-Jahres-Lizenz in Vorbereitung auf die Nitto ATP Finals 2022 neu in den Turnierbetrieb aufgenommen. Das Turnier war zuvor stets Bestandteil der ATP Challenger Tour.
Das Turnier gehörte zur Kategorie ATP Tour 250 mit 28 Spielern im Einzel sowie 16 Paarungen im Doppel, wobei die vier am höchsten notierten Spieler im Einzel ein Freilos in der ersten Runde erhielten. Es wurde im Freien auf Hartplatz gespielt.

## Siegerliste

### Einzel
| Jahr | Sieger          | Finalgegner       | Finalergebnis |
| ---- | --------------- | ----------------- | ------------- |
| 2022 | Lorenzo Musetti | Matteo Berrettini | 7:65, 6:2     |

### Doppel
| Jahr | Sieger                     | Finalgegner              | Finalergebnis    |
| ---- | -------------------------- | ------------------------ | ---------------- |
| 2022 | Ivan Dodig Austin Krajicek | Matthew Ebden John Peers | 6:3, 1:6, [10:8] |